# Cuando calienta el Sol
Cuando calienta el Sol es un game-show producido por Europroducciones para TVE y emitido en 1995. Es el predecesor de Grand Prix del verano.

## Pruebas
En todos los episodios del Programa, la primera prueba siempre se la dedican a los oficios y las profesiones y después viene las siguientes pruebas variadas
- Vamos a la playa
- El Apuntador
- La patata caliente
- El kiosko
- Que gane el mejor
- Quien tiene un amigo
- El jardín colgante
- Perecusión acuática
- El sol puede ser peligroso

## Presentadores
- Ramón García
- Jennifer Rope
- Betty Liu
- Virginia Chávarri

## Pueblos Participantes
A lo largo de su temporada, los pueblos que han pasado por Cuando calienta el Sol son, por orden de participación, enfrentamiento y resultado:
| Programa | Equipos participantes Rojo - Azul - Verde - Amarillo | Resultado              |
| 1        | Ezcaray (La Rioja) - Cortes de Arenoso (Castellón) - Setenil (Cádiz) - Alpedrete (Madrid) - Jacqueline de la Vega - Paco Arango - Laura Valenzuela - Manuel Díaz        | Gana Cortes de Arenoso |
| 2        | - Rossy de Palma - Ana Obregón - Platón - Raúl Sénder |                        |
| 3        | Uncastillo (Zaragoza) - Villar de Cañas (Cuenca) - Haría (Lanzarote) - Fuentelapeña (Zamora) - Norma Duval - Coral Bistuer - Marianico El Corto - Los del Río           | Gana Haría             |
| 4        | Penagos (Cantabria) - Alonsótegui (Vizcaya) - Los Alcázares (Murcia) - Chinchón (Madrid) - Paco Fernández Ochoa - Azuquita - Cristina Sánchez - Terelu Campos           | Gana Penagos           |
| 5        | Luque (Córdoba) - Monreal del Campo (Teruel) - Pazos de Borbén (Pontevedra) - Oropesa (Toledo) - Guillermo Summers - Mabel Lozano - Tito Valverde - María Teresa Campos | 42-15-27-30            |
| 6        | Dalías (Almería) - Cerviá (Lérida) - Cudillero (Asturias) - Muñana (Ávila) - Pepe Begines - Carla Duval - Monty el Mago - Mar Flores                                    | Gana Cudillero         |
| 7        | - Paco Clavel - David Santiesteban - Eva Cobo - Paloma Lago |                        |

## Semifinales
| Equipos | Resultado |
| Cortes de Arenoso (Castellón) - Castejón (Navarra) - Haría (Lanzarote) - Penagos (Cantabria) - Teresa Viejo - Loles León - Francisco - Raúl Sénder |           |
| Benahavís (Málaga) - Cudillero (Asturias) - Vitorino Martín - Beatriz Carvajal - Andoni Ferreño - Anabel Alonso                                    |           |

## Gran Final
| Equipos | Resultado      |
| Benahavís (Málaga) - Haría (Lanzarote) - Penagos (Cantabria) - Cudillero (Asturias) - Remedios Cervantes - Ramoncín - Marta Sánchez - José Antonio Campuzano | Gana Cudillero |